# Adolphe De Meulemeester
Adolphe Jean-Marîe-Ghislain De Meulemeester (* 28. März 1870 in Gent, Belgien; † 10. Mai 1944 in Brüssel, Belgien) war ein belgischer Soldat und Kolonialadministrator, der Ende der 1880er Jahre vom belgischen König Leopold II. im Kongo-Freistaat eingesetzt war.
Unter anderem amtierte er von 1915 bis 1917 als Interims-Gouverneur der Provinz Katanga und vom 15. August 1917 bis zum 22. Juni 1926 als stellvertretender Generalgouverneur bzw. Gouverneur Général der Provinz Orientale der Kolonie Belgisch-Kongo.

## Biografie

### Ausbildung und frühe Jahre
Meulemeesters Eltern waren Victor-Charles de Meulemeester und Marie-Thérèse Cavens. Seine schulische Bildung erhielt er an den christlichen Schulen des St.-Amand-Instituts in Gent, am Jesuitenkolleg in Brüssel und am Josephitenkolleg in Löwen. Hiernach meldete sich Meulemeester am 4. Mai 1885 freiwillig bei der belgischen Armee und trat der Militärschule der Karabiniers in Wavre bei. 1889 besuchte er die Königliche Militärakademie und wurde für das 12. Linienregiment vorgesehen, wurde jedoch auf seinen Wunsch hin am 29. Dezember 1893 zum 1. Linienregiment in Gent versetzt.
Er trat in den Dienst des Kongo Freistaats und reiste am 6. November 1895 ab Antwerpen an Bord der Léopoldville dorthin. Während seiner ersten Amtszeit kommandierte er nacheinander als Leutnant und Hauptmann Einheiten der Force Publique im Distrikt Bangala und Neu-Antwerpen. Am 22. Januar 1899 kehrte er krankheitsbedingt nach Belgien zurück und schied am 11. November desselben Jahres im Rang eines Capitaine-Commandant zunächst aus dem Kolonialdienst aus.
Während seiner zweiten Amtszeit erhielt Meulemeester den Auftrag, die indigene Volksgruppe der Budja zu befrieden, die im Ruf stand, kannibalistische Rituale zu pflegen. Es gelang ihm, die Ordnung im Distrikt Mongala wiederherzustellen. Da er an Hämaturie erkrankte, kehrte er aber bald darauf an den unteren Kongo zurück. Hiernach übernahm er das Kommando über den Distrikt Cataractes. In seiner Dienstzeit wurde die 21 km lange Straße, die Tumba mit Kitobola (Songololo-Luozi) verband, fertiggestellt. In seiner dritten Amtszeit vom 31. Mai 1903 bis 27. März 1906 leitete er als Distriktkommissar 1. Klasse und dann ab dem 13. November 1904 als Generalkommissar die Distrikts der Provinz Orientale. Dieses setzte er in seiner vierten Amtszeit vom 5. August 1907 bis zum 3. April 1910 fort. Am 12. Januar 1911 wurde er zum Staatsinspektor befördert und am 4. März 1911 mit der Inspektion der Bezirke Stanleyville, Uele und Aruwimi später auch von Kasai-Sankuru beauftragt, die er is 1915 durchführte.
Mit Fortschreiten des Ersten Weltkriegs kehrte Meulemeester zunächst nach Belgien zurück, um sich der dort kämpfenden belgischen Armee anzuschließen. Er erhielt jedoch den Befehl, nach Elisabethville zu reisen, um dort die Regierungsgeschäfte der Provinz Katanga während der Abwesenheit von Charles Tombeur zu übernehmen, der den belgischen Feldzug gegen Deutsch-Ostafrika führte. Folgerichtig amtierte Meulemeester dort von 1915 bis 1917 als Interims-Gouverneur.
Am 5. August 1917 wurde er nach Stanleyville geschickt. Zu der Zeit wurde der Bezirk Orientale um Haut- und Bas-Uele sowie Aruwimi erweitert und zur Provinz erhoben. Meulemeester übernahm seinen Dienstposten als sog. Vizegouverneur der Provinz am 15. August 1917. 1925 wurde sein Amt zum Gouverneur und stellvertretender Generalgouverneur aufgewertet.

### Spätere Jahre (1926–1944)
Vom 14. bis 21. September 1926 nahm De Meulemeester an der Internationalen Konferenz für Christliche Mission in Afrika in Zoute, Belgien, teil. Dort besuchte er eine Sitzung über Rassenbeziehungen mit Alberto de Oliveira, dem portugiesischen Außenminister, dem belgischen Kolonialminister Louis Franck, Frederick Lugard und dem brasilianischen Intellektuellen Erasmo de Carvalho Braga. Oliveira behauptete, Portugal habe die „großen Probleme der Rassenbeziehungen“ in Brasilien bereits gelöst, und Angola und Mosambik würden sich zu neuen Brasiliens entwickeln.

## Privatleben
Am 7. Juli 1932 heiratete De Meulemeester Marie-Jeanne Vansteensel Vanderaa. Sie ließen sich am 6. Oktober 1936 scheiden, und am 2. Februar 1938 heiratete er Marie-Henriette Dor. Meulemeester starb am 10. Mai 1944 in Brüssel. In einem Bericht über seinen Tod wurden seine Leistungen wie folgt zusammengefasst: der Bau eines bemerkenswerten Straßennetzes in der Provinz Stanleyville und die Einführung des Baumwollanbaus in mehreren Regionen des Kongo.

## Ehrungen und Auszeichnungen
- Großoffizier des belgischen Kronenordens;
- Großoffizier des belgischen Löwenordens;
- Kommandeur des belgischen Leopoldordens;
- Kommandeur des Afrikanischen Sternenordens;
- Etoile de Service
- Offizier der Ehrenlegion;
- Offizier des Ordens der Krone von Italien;
- Kommandeur des schwedischen Nordstern-Ordens;
- Kriegskreuz (Belgien)
- belgisches Militärkreuz 1. Klasse;
- Feldzugsmedaillen 1914–1918;
- Siegesmedaillen;
- Gedenkmedaillen für die Regierungszeiten von Leopold II. und Albert I. sowie die der Kolonialveteranen.